# Allylacetát
Allylacetát je organická sloučenina, prekurzor několika látek, například allylalkoholu, který je užitečným meziproduktem v chemické syntéze; allylacetát je esterem tohoto alkoholu s kyselinou octovou.

## Výroba

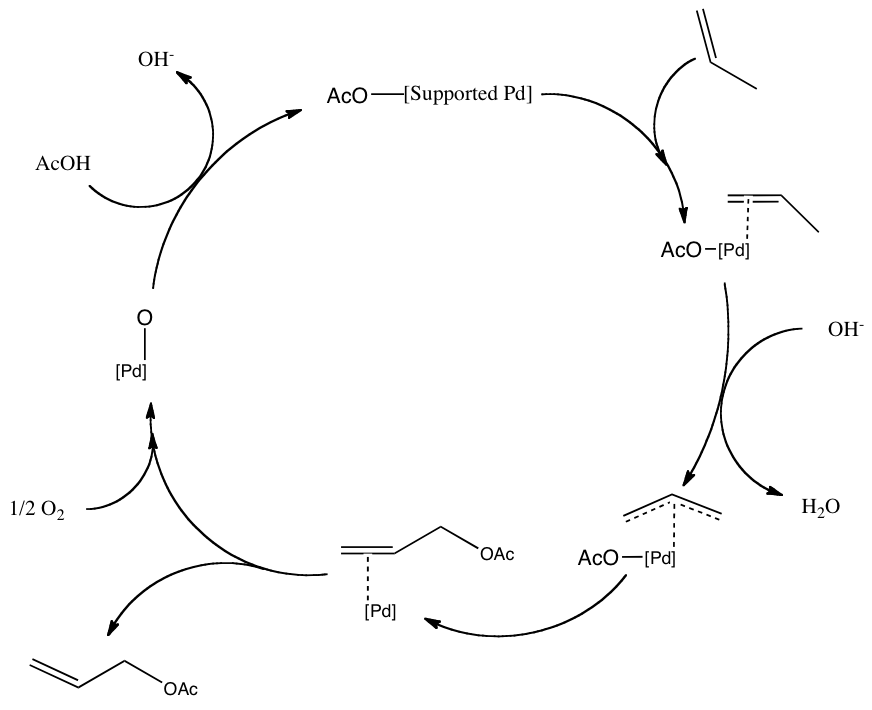
Katalytický cyklus výroby allylacetátu

Allylacetát se průmyslově vyrábí reakcí propenu s kyselinou octovou (obě látky jsou přitom v plynném skupenství) a použití palladiového katalyzátoru:
2 C3H6 + 2 CH3COOH + O2 → 2 CH2=CHCH2OCOCH3 + 2 H2O
Obdobně lze získat vinylacetát, když se místo propenu použije ethen.
Tato metoda má výhodu v relativně nízké ceně propenu.
Allylacetát se také vyrábí z allylchloridu, ovšem výše uvedený postup umožňuje vyhnout se použití chloru, a tak se využívá stále častěji. Zmíněná reakce patří mezi acetyloxylace.

## Reakce a použití
Allylacetát může být hydrolyzován na allylalkohol a kyselinu octovou:
CH2=CHCH2OCOCH3 + H2O → CH2=CHCH2OH + CH3COOH
Allylalkohol je prekurzorem syntetického glycerolu a některých speciálních polymerů. Epoxidací peroxidem vodíku z něj vzniká glycidol, který se hydrolyzuje na glycerol:
CH2=CHCH2OH + HOOH → CH2OCHCH2OH + H2O
CH2OCHCH2OH + H2O → C3H5(OH)3
Syntetický glycerol se využívá v kosmetice, zatímco glycerol získaný z tuků se využívá v potravinářství.

### Substituční reakce
Substitucí acetátové skupiny allylacetátu za použití chlorovodíku se tvoří allylchlorid. Reakce s kyanovodíkem nad měděným katalyzátorem dává vzniknout allylkyanidu:
CH2=CHCH2OCOCH3 + HCl → CH2=CHCH2Cl + CH3COOH
CH2=CHCH2OCOCH3 + HCN → CH2=CHCH2CN + CH3COOH
Allylchlorid se většinou získává přímou chlorací propenu.